# لاگوس (پرتغال)
شهر لاگوس (به پرتغالی: Lagos, Portugal) در لاگوس، پرتغال در کشور پرتغال واقع شده‌است. جمعیت این شهر ۲۰٬۰۰۰ نفر است. در تاریخ ۲۷ ژانویه ۱۵۷۳ به عنوان شهر شناخته شد.